# Манастир Слепче (Демир Хисар)
Манастир Слепче је средњовековни манастир из 16. века, у селу Слепче код Демир Хисара.
Манастир „Св. Јован Претеча“ је један од највећих и добро очуваних манастирских комплекса у околини Железник и шире, који се налази на обронцима планине Илиница, изнад села  Слепче.

## Историја
Манастир датира из 5. века, тај податак постоји на преклопној карти. Свој успон манастир је доживео у време Светог Климента када је постао ставропигијални манастир охридског архиепископа. Затим се у њему праве преписи књига, као и преводи за потребе Охридске архиепископије. Манастир је прерастао у велики светописмени центар, који је радио за потребе архиепископије. Један од најстаријих сачуваних артефаката је Апостол из друге половине 11. века, то је најстарији препис словенског превода Апостола директно из пера свете браће Ћирила и Методија. Захваљујући вишевековној сарадњи у области књижевности и уметности са манастирима Кратово и Охридском архиепископијом, Слепчка школа је створила врхунска уметничка дела из сликарства, резбарства и књижевности, која су од непроцењиве вредности за словенску науку.
У манастиру Слепче деловала је манастирска школа, чије постојање и успешно деловање потврђују летописи, белешке, записи и натписи. Кроз њихове редове откривамо свештенике, резбаре, сликаре, архитекте и учитеље који су радили у тој школи. Манастир Светог Јована Претече је израстао у један од најзначајнијих књижевних центара у Македонији са бројним монаштвом, активним скрипторијумом, богатом библиотеком, која је садржала рукописе из 11. и 12. века. Књижевна делатност слепчких писаца добија шири обим у 14. и 15. веку, а у 16. веку књижевност је достигла врхунац када су у манастиру превођене и преписиване богослужбене књиге за цркве у Демир Хисару и шире. У значајна дела слепчанске школе спадају: „Слепчански апостол “ из 12. века, „Слепчанско писмо“ из 16. века, који су пренети у Русију. Манастир Слепче је у 16. веку био значајан резбарско-сликарски центар, који је у науци забележен као Слепчко-прилепска резбарска школа. Међу највреднијим уметничким делима, круна резбарења из тог периода су слепчанска једнокрилна и двокрилна врата, која су у прошлости украшавала улазе манастирске цркве. Данас се налазе у уметничкој галерији у Скопљу. Данас се у цркви налази неколико значајних уметничких дела, међу којима су Велики крст са Распетим Христом из 16. века, Царске двери (оштећене у пожару 1972) као и занимљиве химне рађене у дрвету.
Неки извори помињу да је манастир подигнут 1010. године, односно пре чувене битке између цара Самуила и цара Василија ИИ, која се одиграла на Беласици 1014. године и завршила трагичним ослепљењем. Ослепљена војска је после битке остала у атару данашњег села Слепче, које је по овом историјском догађају добило име.
Наука претпоставља да је манастир постојао и пре 14. века, ослањајући се на то да је у њему 1393/34. године преписана триода на црквенословенском језику. Манастир се први пут посебно помиње 1543. године, у писму протојереју Луки. У манастиру је развијена преписивачка школа у којој су се богослужбене књиге преписивале на црквенословенски језик. Јеромонах Пахомије је преписао мунару за месец јун 1547. године, а исте године дебарски јеромонах Висарион преписао је „Учење Кирила Јерусалимског“ на црквенословенском језику. Преписивање је настављено 1546, 1549. и 1553. године. Постоје извори о историји манастира који говоре да је Косара, ћерка цара Самуила, поклонила имање манастиру у Елбасану - Албанија, а према предању, 1881. године, Демир Хисар у просторијама манастира одржан је конгрес коме су присуствовали делегати из целе Македоније. Манастир је био уточиште за многе побуњенике из времена турског ропства. За време турског ропства манастир је био културно-просветни центар где су се свештеници и учитељи школовали. Манастир историја памти као центар у коме је постојала школа уметничког резбарства, као и болница за душевне болеснике, што се може прочитати из натписа на манастирској чесми .